# Besse (Edermünde)
Besse ist mit etwa 3200 Einwohnern der größte Ortsteil der Gemeinde Edermünde im nordhessischen Schwalm-Eder-Kreis.

## Geographische Lage

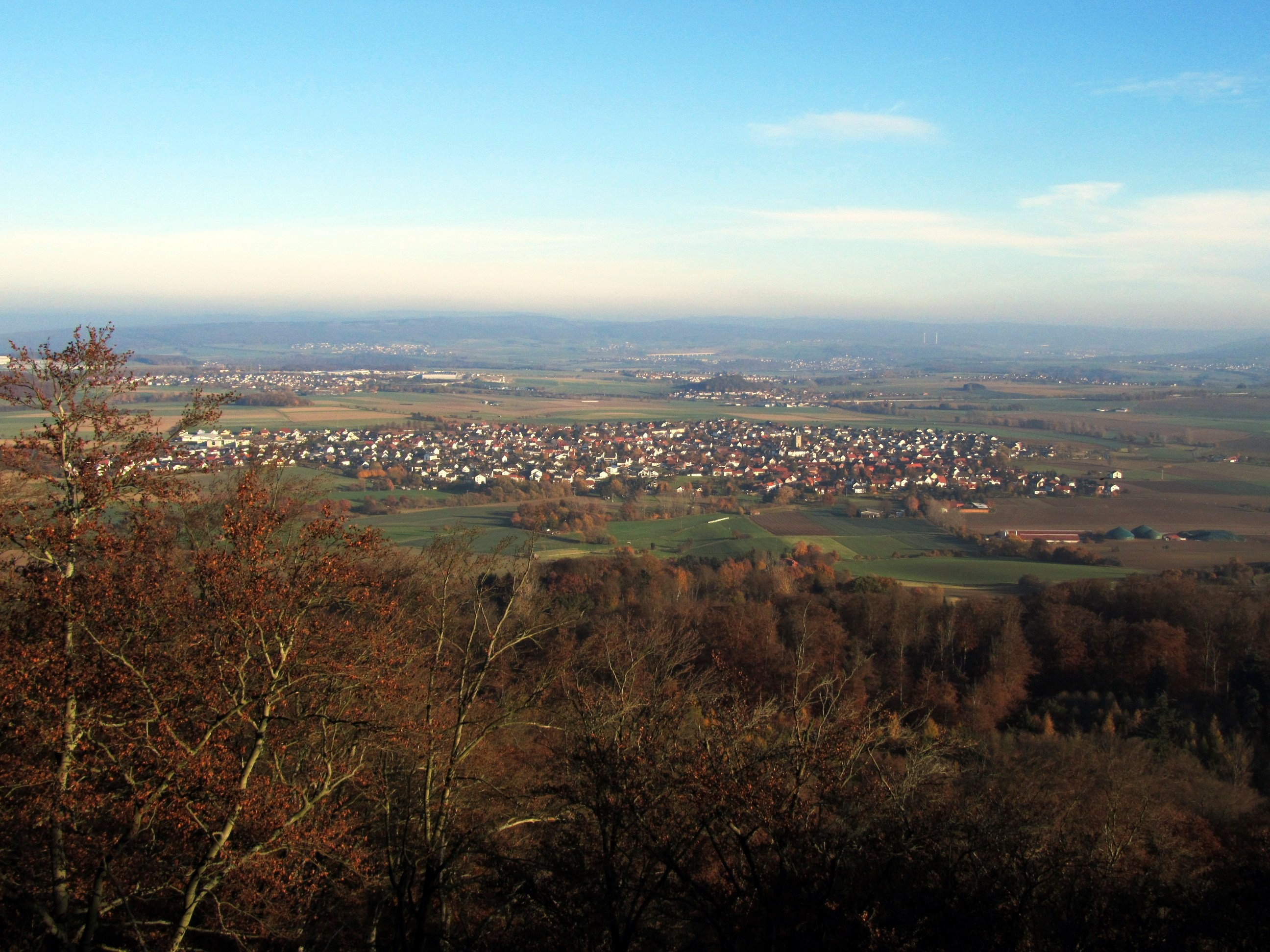
Ostblick vom Bilstein in den Langenbergen auf Besse

Besse liegt östlich der zum Habichtswälder Bergland gehörenden, im Naturpark Habichtswald liegenden und maximal 556,7 m hohen Langenberge. In dieser Berglandschaft erhebt sich etwa 2,4 km westnordwestlich der im Ortskern stehenden Dorfkirche der etwas mehr als 460 m hohe Bilstein, auf dem ein kleiner Ringwall liegt. Die Ortschaft liegt im Nordwesten der Gemeinde Edermünde, die sich zwischen Baunatal im Norden und Gudensberg im Süden ausbreitet. Etwa 2 km ostsüdöstlich der vorgenannten Kirche befindet sich die Anschlussstelle Edermünde der Bundesautobahn 49 mit dem jenseits davon gelegenen Dorf Holzhausen, dem Sitz der Gemeindeverwaltung Edermünde. Durch Besse fließt der westliche Eder-Zufluss Pilgerbach.
In Besse schneiden sich die Verbindungslinien zwischen dem nördlichsten und südlichsten sowie dem westlichsten und östlichsten Punkt Deutschlands, daher gilt das Dorf dieser Berechnungsmethode zufolge als geographischer Mittelpunkt Deutschlands.

## Geschichte
Ortsgeschichte
Besse wurde bereits im 9. Jahrhundert als Passahe in einer Schenkungsnotiz für das Kloster Fulda erwähnt, diese Notiz ist dem Jahr 817 zuzurechnen. Im 15. Jahrhundert war der Ort Sitz eines Gerichts. Er gehörte bis 1821 zum hessischen Amt Gudensberg, ab 1821 zum Kreis Fritzlar und ab 1932 zum Kreis Fritzlar-Homberg, 1939 umbenannt in Landkreis Fritzlar-Homberg.
Hessische Gebietsreform
Im Zuge der Gebietsreform in Hessen wurde die Gemeinde Besse am 1. Januar 1974 mit der zwei Jahre zuvor aus den Orten Grifte, Haldorf und Holzhausen gebildeten Gemeinde Edermünde kraft Landesgesetz zur neuen Großgemeinde Edermünde zusammengeschlossen. Grundlage war der am 27. Dezember 1973 unterzeichnete Grenzänderungsvertrag. Gleichzeitig kam Edermünde vom Landkreis Fritzlar-Homberg in den neu gebildeten Schwalm-Eder-Kreis.

## Bevölkerung
Einwohnerstruktur 2011
Nach den Erhebungen des Zensus 2011 lebten am Stichtag, dem 9. Mai 2011, in Besse 3216 Einwohner. Darunter waren 107 (3,3 %) Ausländer. Nach dem Lebensalter waren 540 Einwohner unter 18 Jahren, 1322 zwischen 18 und 49, 681 zwischen 50 und 64 und 678 Einwohner waren 65 und älter. Die Einwohner lebten in 1425 Haushalten. Davon waren 378 Singlehaushalte, 435 Paare ohne Kinder und 480 Paare mit Kindern, sowie 120 Alleinerziehende und 9 Wohngemeinschaften. In 306 Haushalten lebten ausschließlich Senioren und in 936 Haushaltungen lebten keine Senioren.
Einwohnerentwicklung
| Quelle: Historisches Ortslexikon |                                           |
| • 1575/85:                       | 77 Hausgesesse                            |
| • 1639:                          | 56 verheiratete, 3 verwitwete Hausgesesse |
| • 1650:                          | 410 Einwohner                             |
| • 1735:                          | 103 Mannschaften                          |

| Besse: Einwohnerzahlen von 1748 bis 2022 | Besse: Einwohnerzahlen von 1748 bis 2022 | Besse: Einwohnerzahlen von 1748 bis 2022 | Besse: Einwohnerzahlen von 1748 bis 2022 | Besse: Einwohnerzahlen von 1748 bis 2022 |
| --- | ---------------------------------------- | ---------------------------------------- | ---------------------------------------- | ---------------------------------------- |
| Jahr |                                          |                                          |                                          | Einwohner                                |
| 1748 | 1748                                     |                                          | 551                                      | 551                                      |
| 1800 | 1800                                     |                                          | ?                                        | ?                                        |
| 1834 | 1834                                     |                                          | 975                                      | 975                                      |
| 1840 | 1840                                     |                                          | 1.026                                    | 1.026                                    |
| 1846 | 1846                                     |                                          | 1.105                                    | 1.105                                    |
| 1852 | 1852                                     |                                          | 1.120                                    | 1.120                                    |
| 1858 | 1858                                     |                                          | 1.089                                    | 1.089                                    |
| 1864 | 1864                                     |                                          | 1.121                                    | 1.121                                    |
| 1871 | 1871                                     |                                          | 1.081                                    | 1.081                                    |
| 1875 | 1875                                     |                                          | 1.099                                    | 1.099                                    |
| 1885 | 1885                                     |                                          | 1.166                                    | 1.166                                    |
| 1895 | 1895                                     |                                          | 1.309                                    | 1.309                                    |
| 1905 | 1905                                     |                                          | 1.411                                    | 1.411                                    |
| 1910 | 1910                                     |                                          | 1.385                                    | 1.385                                    |
| 1925 | 1925                                     |                                          | 1.600                                    | 1.600                                    |
| 1939 | 1939                                     |                                          | 1.658                                    | 1.658                                    |
| 1946 | 1946                                     |                                          | 2.293                                    | 2.293                                    |
| 1950 | 1950                                     |                                          | 2.280                                    | 2.280                                    |
| 1956 | 1956                                     |                                          | 2.114                                    | 2.114                                    |
| 1961 | 1961                                     |                                          | 2.195                                    | 2.195                                    |
| 1967 | 1967                                     |                                          | 2.537                                    | 2.537                                    |
| 1980 | 1980                                     |                                          | ?                                        | ?                                        |
| 1990 | 1990                                     |                                          | ?                                        | ?                                        |
| 2000 | 2000                                     |                                          | ?                                        | ?                                        |
| 2011 | 2011                                     |                                          | 3.016                                    | 3.016                                    |
| 2016 | 2016                                     |                                          | 3.219                                    | 3.219                                    |
| 2018 | 2018                                     |                                          | 3.155                                    | 3.155                                    |
| 2022 | 2022                                     |                                          | 3.238                                    | 3.238                                    |
| Datenquelle: Historisches Gemeindeverzeichnis für Hessen: Die Bevölkerung der Gemeinden 1834 bis 1967. Wiesbaden: Hessisches Statistisches Landesamt, 1968. Weitere Quellen: LAGIS; Gemeinde Edermünde: |                                          |                                          |                                          |                                          |

 Historische Religionszugehörigkeit
| Quelle: Historisches Ortslexikon |                                                                      |
| • 1861:                          | alle Einwohner evangelisch-reformiert.                               |
| • 1885:                          | 1156 evangelische (= 99,14 %), 10 katholische (= 0,86 %) Einwohner   |
| • 1961:                          | 1871 evangelische (= 85,24 %), 305 katholische (= 13,90 %) Einwohner |

Historische Erwerbstätigkeit
| • 1961: | Erwerbspersonen: 324 Land- und Forstwirtschaft, 524 Produzierendes Gewerbe, 123 Handel und Verkehr, 94 Dienstleistungen und Sonstiges. |

## Sehenswürdigkeiten
Ein sehenswertes Gebäude ist die denkmalgeschützte Evangelische Kirche. Weitere Bauwerke von historischem Interesse sind der Felsenkeller und der stollenartig angelegte Luftschutzbunker, der während des Zweiten Weltkrieges bis zu 2000 Personen Schutz bot.

## Infrastruktur
Neben einem Sportplatz gibt es einen Mehrgenerationenspielplatz am nördlichen Ortsrand.

## Persönlichkeiten
- Albrecht Brede (1834–1920), Musiklehrer in Kassel, Komponist der Melodie des Hessenliedes, Hymne des deutschen Bundeslandes Hessen
- Otto Krug (1863–1927), Lebensmittelchemiker
- Karl Dietrich (Politiker, 1899) (1899–1941), Politiker (SPD)
- Willi Rausch (1936–2015), Politiker (SPD), Abgeordneter des Hessischen Landtags